# Индриди Сигурдссон
Индриди Сигурдссон (исл. Indriði Sigurðsson; 12 октября 1981, Рейкьявик) — исландский футболист, защитник.

## Клубная карьера
Он начал карьеру в «Рейкьявике», затем переехал в Норвегию, чтобы играть за «Лиллестрём». В 2001 году стал вице-чемпионом Норвегии. В сентябре 2003 года он перешёл в бельгийский «Генк». 8 августа 2006 года состоялся переход Индриди в норвежский «Люн». С 2009 года выступает за «Викинг»

## Международная карьера
Сигурдссон сыграл в сборной 64 игры и забил 2 гола. Он дебютировал в январе 2000 года против Норвегии.